# Западные подходы

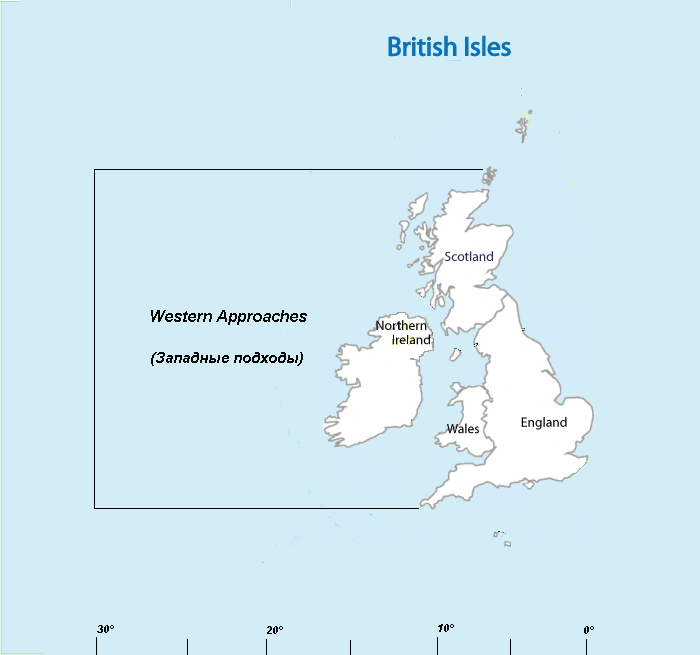
Западные подходы

Западные подходы (англ. Western Approaches) — район Атлантического океана, омывающий с запада Британские острова. Ограничен с запада меридианом 30° W, с севера широтой острова Уэстрей, и с юга широтой мыса Лизард, соответственно.
Район имел стратегическую важность в ходе Битвы за Атлантику, так как через него проходили все пути конвоев на линии Англия-Северная Америка, и часть путей в северные порты Советского Союза. Это отлично осознавало как немецкое командование, так и британское. Лично адмирал Дениц сосредоточил здесь действия подводных лодок против судоходства союзников. 
В свою очередь, Адмиралтейство для борьбы с ними создало здесь Командование Западных подходов. На первом этапе Битвы за Атлантику конвоирование осуществлялось только от британских портов до меридиана 30° з. д. и обратно; за его пределами транспорты следовали самостоятельно, то есть Западными подходами ограничивались действия кораблей охранения.